# Territorialprälatur Itacoatiara
Die Territorialprälatur Itacoatiara (lateinisch Praelatura Territorialis Itacoatiarensis, portugiesisch Prelazia de Itacoatiara) ist eine in Brasilien gelegene römisch-katholische Territorialprälatur mit Sitz in Itacoatiara im Bundesstaat Amazonas.

## Geschichte
Die Territorialprälatur Itacoatiara wurde am 13. Juli 1963 durch Papst Paul VI. mit der Apostolischen Konstitution Ad Christi aus Gebietsabtretungen des Erzbistums Manaus errichtet und diesem als Suffragan unterstellt.

## Prälaten von Itacoatiara
- Francis Paul McHugh SFM, 1965–1972
- George Marskell SFM, 1975–1998
- Carillo Gritti IMC, 2000–2016
- José Ionilton Lisboa de Oliveira SDV, 2017–2023, dann Prälat von Marajó
- Edmilson Tadeu Canavarros dos Santos SDB, seit 2024